# Bán hàng xã hội
Bán hàng xã hội là quá trình phát triển mối quan hệ như một phần của quy trình bán hàng. Ngày nay, điều này thường diễn ra thông qua các mạng xã hội như LinkedIn, Twitter, Facebook và Pinterest, nhưng có thể diễn ra trực tuyến hoặc ngoại tuyến. Ví dụ về kỹ thuật bán hàng xã hội bao gồm chia sẻ nội dung có liên quan, tương tác trực tiếp với người mua và khách hàng tiềm năng, xây dựng thương hiệu cá nhân và lắng nghe xã hội. Bán hàng xã hội đang trở nên phổ biến trong nhiều ngành khác nhau, mặc dù nó được sử dụng chủ yếu cho bán B2B (doanh nghiệp tới doanh nghiệp) hoặc được xem là mua hàng tiêu dùng cao (ví dụ: dịch vụ tư vấn tài chính, ô tô, bất động sản). Các công ty C2C (thường được gọi là công ty bán hàng trực tiếp) đã sử dụng các kỹ thuật bán hàng xã hội (tức là xây dựng mối quan hệ) từ trước khi Internet tồn tại. Các công ty B2B và B2C hiện đang áp dụng nhiều kỹ thuật này khi chúng được dịch sang các nền tảng truyền thông xã hội.
Trong khi bán xã hội đôi khi bị nhầm lẫn với tiếp thị xã hội, có hai khác biệt chính. Đầu tiên, bán hàng xã hội tập trung vào các chuyên gia bán hàng, thay vì các chuyên gia tiếp thị. Thứ hai, hoạt động bán hàng xã hội nhằm mục đích nuôi dưỡng các mối quan hệ trực tiếp, thay vì phát các tin nhắn một-nhiều.

## Tổng quan
Đại học British Columbia lần đầu tiên thành lập khoa học về bán hàng xã hội trong quá trình nghiên cứu. Họ nhận thấy rằng nơi có sự tương đồng ngẫu nhiên giữa người mua và người bán, nhiều khả năng việc mua hàng sẽ diễn ra. Ví dụ: nếu hai người theo dõi cùng một đội thể thao, họ có nhiều khả năng cảm thấy kết nối hơn. Việc sử dụng công nghệ xã hội có thể được sử dụng để khám phá các điểm tương đồng ngẫu nhiên và do đó tạo ra một liên kết nhanh hơn với khách hàng tiềm năng.
Trong khi Đại học British Columbia phát hiện ra khoa học, Nigel Edelshain, người đầu tiên đưa khoa học vào thực tế và đặt ra thuật ngữ bán hàng 2.0. Cái tên đến từ sự phát triển web 2.0 năm 2006. Edelshain đề nghị trong một cuộc phỏng vấn rằng ông cảm thấy vấn đề lớn nhất với việc bán hàng là về giai đoạn tìm kiếm. Lý do là nhiều kỹ thuật bán hàng trong những năm 1990 và đầu những năm 2000 thường chỉ có thể được đưa vào thực tế khi một nhân viên bán hàng đã liên lạc hoặc đang họp. Sau sự phát triển của bán hàng 2.0, thuật ngữ thời thượng bán hàng xã hội đã nổi lên.
Bán hàng xã hội đã trở nên phổ biến hơn vì các công ty đã tìm cách tăng lợi tức đầu tư của họ đối với tương tác truyền thông xã hội. Các nhóm bán hàng trong các tổ chức thường xuyên khai thác dữ liệu từ phương tiện truyền thông xã hội có thể giúp họ kết nối với khách hàng để tạo khách hàng tiềm năng chính xác hơn. Kỹ thuật này thường tập trung vào việc tiếp cận các khách hàng tiềm năng theo một cách ít trực tiếp hơn, có nghĩa là họ không làm gián đoạn cuộc sống hàng ngày của họ với cáccuộc gọi lạnh và bán ép. Koka Sexton đã được phỏng vấn và nói về cách nhân viên bán hàng có thể sử dụng truyền thông xã hội để tận dụng các kết nối của họ để thu thập thông tin chi tiết và xây dựng mối quan hệ. Sexton nói rằng nghệ thuật bán hàng xã hội được cho là tăng tốc quá trình bán hàng, đồng thời cũng cải thiện mối quan hệ.

## Đối số và chống lại
Những người ủng hộ ủng hộ việc bán hàng xã hội như là một phản ứng cần thiết và hiệu quả đối với môi trường bán hàng thay đổi. Họ cho rằng, trong khi các chuyên gia bán hàng vẫn ảnh hưởng đến con đường để mua, họ không thể tự quản lý quá trình mua hàng nữa. Những người ủng hộ này trích dẫn một nghiên cứu của Ban Điều hành Doanh nghiệp (CEB) báo cáo rằng gần 60% quy trình mua hàng của ngày hôm nay hoàn tất trước khi người mua tiếp cận với doanh số bán hàng. Để cho thấy hiệu quả, những người ủng hộ chỉ ra một nghiên cứu của Aberdeen Group rằng người bán hàng xã hội hoạt động tốt hơn các chuyên gia bán hàng khác trên một loạt các chỉ số hoạt động chính (KPIs).
Lời chỉ trích phổ biến nhất là "bán hàng xã hội" là một từ thông dụng quá mức hơn là một phương pháp bán hàng thực sự. Người chia sẻ cho rằng các cuộc họp trực tiếp vẫn hiệu quả hơn mạng xã hội để nuôi dưỡng các mối quan hệ và mạng xã hội cần bổ sung, chứ không phải thay thế, hoạt động bán hàng truyền thống.

## Các thành phần
Tìm kiếm xã hội liên quan đến việc theo dõi và/hoặc tìm kiếm các mạng xã hội cho các dấu hiệu của sự quan tâm của khách hàng, ý định mua ngay lập tức hoặc trạng thái khách hàng tiềm năng đủ điều kiện dựa trên ngành, vai trò, địa lý, v.v., sinh con, thay đổi tình trạng việc làm, nghỉ hưu, cái chết của cha mẹ) có liên quan đến nhu cầu tư vấn đầu tư. Tương tự, các chuyên gia bán hàng bên ngoài B2B thường xuyên tìm kiếm LinkedIn cho các cá nhân phù hợp với hồ sơ người mua mục tiêu của họ.
Xây dựng thương hiệu cá nhân là việc sử dụng phương tiện truyền thông xã hội để thiết lập danh tiếng và uy tín của một cá nhân. Thông thường, điều này được thực hiện thông qua việc tạo ra các hồ sơ cá nhân hấp dẫn thể hiện chuyên môn, độ tin cậy và tính toàn vẹn của chuyên gia bán hàng. Xây dựng thương hiệu cá nhân cũng bao gồm việc làm nổi bật thông tin cá nhân (ví dụ: nền tảng giáo dục, sở thích cá nhân, liên kết tôn giáo, hoạt động phi lợi nhuận) để tìm địa điểm chung với người mua tiềm năng và đối tác kênh.
Sự ủng hộ của nhân viên là khi các chuyên gia bán hàng hoặc nhân viên khác tận dụng sự hiện diện xã hội của họ để chia sẻ tin tức, câu chuyện và thông tin chi tiết tích cực về công ty của họ với mạng của họ. Điều này bao gồm chia sẻ nội dung, trả lời các câu hỏi, kết nối với các nhà lãnh đạo ngành và sử dụng thẻ bắt đầu bằng # liên quan đến ngành và công ty. Trong khi một số công ty cung cấp cho nhân viên giấy phép để tạo và quảng bá nội dung của riêng họ, nhiều công ty thiết lập nguyên tắc hoặc thậm chí cung cấp nội dung phù hợp cho nhân viên.
Quản lý quan hệ xã hội là việc sử dụng các mạng kỹ thuật số làm kênh để nuôi dưỡng mối quan hệ đang diễn ra với khách hàng. Quản lý quan hệ xã hội - đôi khi được gọi là CRM xã hội - là một phần mở rộng của quản lý quan hệ truyền thống tập trung vào giao tiếp và phản hồi với khách hàng phương tiện truyền thông xã hội đối diện. Chiến thuật quản lý quan hệ xã hội bao gồm lắng nghe và phản hồi lại những phản hồi của khách hàng trực tuyến và đăng lại nội dung do người dùng tạo liên quan đến công ty. Quản lý quan hệ xã hội nhấn mạnh các kết nối đích thực và chính xác, đồng thời trực tiếp tương tác với các bên liên quan trong các cuộc trò chuyện trực tuyến.

## Đo lường
Có ít nhất ba phương pháp riêng biệt để đo lường hiệu quả bán hàng xã hội và bán hàng xã hội.
Chỉ số bán hàng xã hội (SSI) là một điểm do LinkedIn tạo ra để xếp hạng việc sử dụng LinkedIn của một thành viên như một công cụ bán hàng xã hội. SSI dựa trên bốn tiêu chí: Tạo thương hiệu chuyên nghiệp, tìm đúng người, tham gia thông tin chi tiết và xây dựng mối quan hệ vững mạnh. Mỗi tiêu chí được gán một giá trị từ 1-25 và bốn số được tính tổng cho một điểm SSI tổng thể. Điểm mạnh của phương pháp này bao gồm phương pháp đa chiều và độ rõ tương đối trên các tiêu chí được sử dụng. SSI bị giới hạn bởi trọng tâm độc quyền của nó trên LinkedIn (trái ngược với các mạng xã hội khác), và tập trung vào hoạt động (trái ngược với tác động hoặc kết quả). Tuy nhiên, LinkedIn khẳng định rằng các chuyên gia SSI cao tạo ra thêm 45% cơ hội mỗi quý.
Điểm số Klout định lượng ảnh hưởng xã hội của một cá nhân bằng cách phân tích phản ứng của biểu đồ xã hội đối với nội dung do cá nhân đăng. Cũng dựa trên điểm xếp hạng 1-100, Klout khác với chỉ số bán hàng xã hội theo hai cách chính. Đầu tiên, nó nhìn qua các mạng xã hội để đo lường của nó. Thứ hai, nó xem xét tác động (chứ không phải là hoạt động) bằng cách phân tích các cử chỉ xã hội như sau, retweeting, liking, favoriting, vv Các nhà phê bình của Điểm Klout cho rằng cử chỉ xã hội (theo dõi, thích, và ưa thích, vv) là hành động hời hợt và không đủ ý nghĩa để làm chỉ báo chính xác hoặc đáng tin cậy về ảnh hưởng thực sự. Ngoài ra, việc áp dụng điểm số Klout vào bối cảnh bán hàng chỉ đơn thuần là gián tiếp, cho rằng Klout được thiết kế để trở thành thước đo ảnh hưởng chứ không phải chỉ số bán hàng cho mỗi lần.
Phân bổ doanh thu là kỹ thuật được một số tổ chức bán hàng sử dụng (ví dụ: ADP, CBIZ, Prudential) để đo lường hiệu quả bán hàng xã hội. Các công ty này xác định rõ ràng các giao dịch mới có nguồn gốc hoặc bị ảnh hưởng bởi xã hội, bằng cách sử dụng giá trị của những giao dịch đó để định lượng thành công của bán hàng xã hội. Phương pháp phân bổ doanh thu có lợi ích khi liên kết bán hàng xã hội với các giao dịch cụ thể đã thắng. Tuy nhiên, phân bổ doanh thu có xu hướng phức tạp hơn để theo dõi, yêu cầu thu thập dữ liệu thủ công và/hoặc tùy chỉnh cho hệ thống Quản lý quan hệ khách hàng nơi dữ liệu bán hàng được thu thập và phân tích.

## Trong doanh nghiệp
Các doanh nghiệp đang ngày càng tham gia vào việc thực hiện bán hàng xã hội ở cấp doanh nghiệp. Theo IBM, công ty tích hợp phương tiện truyền thông xã hội vào mô hình kinh doanh của họ, là một công ty nắm lấy và trau dồi tinh thần cộng tác và cộng đồng trong toàn bộ tổ chức của mình - cả bên trong lẫn bên ngoài. IBM đã thí điểm một chương trình bán hàng xã hội trong năm 2012 được coi là một trong những ví dụ đầu tiên về hiệu quả bán hàng xã hội hiệu quả ở cấp doanh nghiệp. Theo mô hình theo kỳ hạn bán hàng xã hội, một lý thuyết phổ biến về bán hàng xã hội, có nhiều cách thức doanh nghiệp tham gia vào xã hội. Các giai đoạn này bao gồm cho phép nhân viên sử dụng phương tiện truyền thông xã hội theo ý muốn, ban hành các chính sách chung, đào tạo nhân viên về sử dụng hiệu quả và triển khai phần mềm được thiết kế để cải thiện quy trình bán hàng xã hội.
Cho phép bán hàng xã hội trong doanh nghiệp là một hành trình và rất ít doanh nghiệp đã thành công. Sự thành công của việc bán hàng tập trung vào xã hội phụ thuộc vào việc chấp nhận chương trình mà một tổ chức cần tuân theo một phương pháp có cấu trúc. Khung bán hàng xã hội của doanh nghiệp xác định 3 giai đoạn của chương trình bán hàng xã hội nếu theo đúng cách có thể đảm bảo tối đa cho chương trình bán hàng xã hội. Sau đây xác định 3 giai đoạn của khung bán hàng xã hội doanh nghiệp.
Giai đoạn Khởi động: Giai đoạn đầu tiên bao gồm tất cả các hoạt động lập kế hoạch liên quan đến việc khởi động chương trình bao gồm việc xác định các chỉ số hoạt động chính (KPIs) của chương trình, sự hiểu biết và đánh dấu sự hiện diện kỹ thuật số của khán giả., cho phép hệ thống CRM theo dõi các khách hàng tiềm năng được tạo ra từ việc bán hàng xã hội sẽ giúp đo lường ROI của chương trình. Nó cũng bao gồm các lợi ích giao tiếp của chương trình cho người tham gia.
Giai đoạn thực hiện: Giai đoạn thực hiện bao gồm việc đưa người tham gia vào các nền tảng kỹ thuật số bằng cách cho phép tạo hồ sơ của họ, hướng dẫn người tham gia xuất bản nội dung, xác định khách hàng tiềm năng và cuối cùng tiếp cận / tương tác với khách hàng tiềm năng.
Giai đoạn hậu khởi động: Giai đoạn hậu khởi động bao gồm các hoạt động hỗ trợ những người tham gia áp dụng chương trình bằng cách cung cấp nội dung có liên quan, giải quyết truy vấn. Giai đoạn này cũng bao gồm theo dõi lợi ích của chương trình bằng cách báo cáo các khách hàng tiềm năng được tạo ra từ việc bán hàng xã hội, đánh giá các chỉ số hiệu suất chính (KPI) được xác định trong giai đoạn đầu tiên và truyền đạt những lợi ích này cho ban quản lý.
Salesforce.com đã nêu trong một bài báo rằng việc bán hàng xã hội có thể hoạt động song song với các kỹ thuật bán hàng truyền thống để tăng thêm chuyển đổi. Ví dụ về Salesforce đã xem xét các nhà quản lý bán hàng cao cấp và cách tiếp cận chiến lược của họ để bán. Nếu một giám đốc bán hàng hiểu rằng anh ta thắng doanh nghiệp khi có thay đổi đáng kể, chẳng hạn như việc mở rộng hoặc thu hẹp đột ngột, anh ta sẽ làm mọi thứ để theo dõi các công ty ở vị trí này.
Bán hàng xã hội có thể được sử dụng trong trường hợp này. Nhân viên bán hàng có thể sử dụng các tìm kiếm đã lưu để tìm cụm từ kích hoạt trong phương tiện truyền thông xã hội, chẳng hạn như Twitter. Ông cũng có thể bình luận về các blog ngành công nghiệp, và giữ một mắt trên LinkedIn cho việc làm mới mở vàtin tức mới. Thông tin này giúp người bán hàng hiểu rõ khi có cơ hội bán hàng. Đây có thể được coi là bước đầu tiên trước khi bán hàng diễn ra, khi nhân viên bán hàng đã tham gia vào cuộc trò chuyện, đảm bảo khách hàng tiềm năng không lạnh.